# Hilda Pérez Carvajal
Hilda Pérez Carvajal (Cumaná, estado Sucre, Venezuela, 11 de mayo de 1945 - Caracas 19 de julio de 2019) fue una bióloga inmunóloga venezolana, que trabajó en el campo de la parasitología. Hilda Antonieta Pérez Carvajal, científicamente conocida como Hilda A. Perez, ocupó un lugar significativo en la ciencia venezolana e internacional. 

## Formación académica
En 1961, Hilda A. Pérez ingresa a la Escuela de Biología de la Facultad de Ciencias de la Universidad Central de Venezuela (UCV) y obtiene el título de Licenciado en Biología en 1967. Destaca su trabajo especial de grado: "Análisis químico del bacteriófago C", el cual fue galardonado en la primera edición del Premio de la Sociedad Venezolana de Microbiología para Estudiantes. Se desempeña como docente temporal en la Universidad de Los Andes (ULA), el Instituto Pedagógico de Caracas y la UCV. 
En 1971 obtiene una beca del Consejo Nacional de Investigaciones Científicas y Tecnológicas (CONICIT) para realizar estudios de doctorado en el National Institute for Medical Research (Mill Hill, Londres) bajo la dirección de los investigadores: Ron Smither y Roland Ferry. En 1974 obtiene el título de PhD con el trabajo: "Investigation on the Mechanism of Protective Immunity to Schistosoma mansoni in the laboratory rat". En este trabajo propone un nuevo método para evaluar la inmunidad adquirida contra la esquistosomiasis experimental.
Regresa a Venezuela y se incorpora al Instituto Venezolano de Investigaciones Científicas (IVIC). En 1976 viaja a Suiza, con el patrocinio de la Organización Mundial de la Salud (OMS), para recibir entrenamiento especializado en el Inmunology and Research Training Center de la Universidad de Lausanne, Suiza. 

## Contribuciones
El trabajo en leishmaniasis de Hilda A, Pérez y su equipo demostraron la importancia de la susceptibilidad genética del huésped en las manifestaciones clínicas de la leishmaniasis cutánea experimental. Para ello, desarrolló con su equipo, varios modelos de la enfermedad en ratones genéticamente idénticos, infectados con Leishmania del Nuevo Mundo, como Leishmania mexicana y Leishmania brasiliensis, siendo pionera en desarrollar modelos experimentales con leishmanias de las Américas..
En 1987, Hilda A.Pérez cambia su línea de trabajo en leishmaniasis, y abre un nuevo frente de estudio en la inmunología de la malaria. Enfermedad que, en ese momento re-emergía en Venezuela y para la cual no existía una estructura de investigación consolidada. Pérez seleccionó al Plasmodiun vivax, el más difícil de estudiar de todos los parásitos que causan malaria en humanos; además de ser el agente causal de más de 70% de los casos de paludismo en Venezuela y América Latina.  La producción de hibridomas para producir anticuerpos monoclonales para moléculas específicas de las distintas etapas del P. vivax, la síntesis de péptidos y la incorporación de metodologías de biología molecular, como el modelaje molecular, fueron la base necesaria para iniciar estudios con un enfoque interdisciplinario, fomentado la cooperación con investigadores nacionales y extranjeros. La iniciativa generó varias publicaciones en revistas de impacto.
Como investigadora reconocida en el campo de la malaria, Hilda A. Pérez, formó parte de importantes comités internacionales       (Ver Distinciones).

## Investigación
Después de su doctorado, regresa a Venezuela en 1975 y se integra al equipo docente y de investigación del Dr. José Vicente Scorza en la Facultad de Ciencias de la Universidad de Los Andes (ULA). Continuó los trabajos sobre la inmunología de la esquistosomiasis.También participó en varios estudios de campo sobre la leishmaniasis dirigidos por el médico tropicalista José Witremundo Torrealba que asesoraba el posgrado en Parasitología de la ULA.
En 1976, regresa a Caracas y se incorpora al cuerpo de investigadores del Centro de Microbiología y Biología Celular del Instituto Venezolano de Investigaciones Científicas (IVIC), donde comenzó a trabajar en leishmaniasis. En 1978 funda, junto a su colega Italo Cesari el Laboratorio de Inmunoparasitología en el IVIC. Durante cinco años trabaja activamente en aspectos de la inmunología de la esquistosomiasis, generando un número importante de publicaciones. En los años siguientes y hasta 1986 su trabajo se orienta al estudio de la leishmaniasis cutánea americana. Su enfoque metodológico la lleva a emprender estudios del Trypanosoma venezuelense, Taenia solium, y la toxoplasmosis. 
Esta experiencia la lleva a dedicarse al estudio de otra enfermedad que ocupa el primer lugar entre las enfermedades transmisibles a nivel mundial, la malaria por Plasmodium vivax. Pérez selecciona al Plasmodiun vivax, el más difícil de estudiar de todos los parásitos que causan malaria en humanos de Venezuela . Además es el agente causal de más de 70% de los casos de paludismo en Venezuela  y América Latina.  
Hilda A. Pérez fue investigador Titular del Instituto Venezolano de Investigaciones Científicas (IVIC), jefe del Centro de Microbiología y Biología Celular del IVIC, docente en el postgrado de Inmunología del Centro de Estudios Avanzados del IVIC y en los postgrados de Parasitología (Facultad de Medicina) de la UCV y Protozoología de la Universidad de Los Andes.

## Publicaciones destacadas
Publicó más de 100 artículos en revistas científicas y capítulos en libros y 168 publicaciones en memorias de congresos nacionales e internacionales.
Algunas de sus publicaciones más relevantes
Perez H, Terry RJ. The killing of adult Schistosoma mansoni in vitro in the presence of antisera to host antigenic determinants and peritoneal cells. Int J Parasitol. 1973;3(4):499‐503. doi:10.1016/0020-7519(73)90046-5
Perez HA, Smithers SR. Schistosoma mansoni in the rat: the adherence of macrophages to schistosomula in vitro after sensitization with immune serum. Int J Parasitol. 1977;7(4):315‐320. doi:10.1016/0020-7519(77)90040-6
Pérez HA, Bolívar J. Lymph node cell responsiveness in BALB/c mice infected with Leishmania mexicana. Mem Inst Oswaldo Cruz. 1985;80(2):135‐140. doi:10.1590/s0074-02761985000200002 Pérez H, Bolívar J. Depressed mixed lymphocyte responses in chronic experimental cutaneous leishmaniasis. Acta Cient Venez. 1985;36(3-4):243‐246.
Pérez HA, Henriquez M, de la Rosa M. Activación de células supresoras de la respuesta de hipersensibilidad tardía en ratones BALB/c infectados o vacunados con Leishmania mexicana pifanoi [Activation of suppressor cells of the delayed hypersensitivity response in BALB/c mice infected or immunized with Leishmania mexicana pifanoi]. Mem Inst Oswaldo Cruz. 1985;80(4):429‐438. doi:10.1590/s0074-02761985000400008
Perez HA, De la Rosa M, Apitz R. In vivo activity of ajoene against rodent malaria. Antimicrob Agents Chemother. 1994;38(2):337‐339. doi:10.1128/aac.38.2.337
Perez HA, Wide A, Bracho C, de la Rosa M. Plasmodium vivax: detection of blood parasites using fluorochrome labelled monoclonal antibodies. Parasite Immunol. 1995;17(6):305‐312. doi:10.1111/j.1365-3024.1995.tb00896.x
Postigo M, Mendoza-León A, Pérez HA. Malaria diagnosis by the polymerase chain reaction: a field study in south-eastern Venezuela. Trans R Soc Trop Med Hyg. 1998;92(5):509‐511. doi:10.1016/s0035-9203(98)90893-8
de la Rosa M, Bolívar J, Pérez HA. Infección por Toxoplasma gondii en Amerindios de la selva amazónica de Venezuela [Toxoplasma gondii infection in Amerindians of Venezuelan Amazon]. Medicina (B Aires). 1999;59(6):759‐762.
Bracho, C., Dunia, I., Romano, M., De La Rosa, M., Pérez, H.A. Caveolins and flotillin-2 are present in the blood stages of Plasmodium vivax. Parasitol Res. 2006;99(2):153‐159. doi:10.1007/s00436-006-0139-6.
Serrano ML, Pérez HA, Medina JD. Structure of C-terminal fragment of merozoite surface protein-1 from Plasmodium vivax determined by homology modeling and molecular dynamics refinement. Bioorg Med Chem. 2006;14(24):8359‐8365. doi:10.1016/j.bmc.2006.09.005
Vizzi E, Bastidas G, Hidalgo M, Colman L, Pérez HA. Prevalence and molecular characterization of G6PD deficiency in two Plasmodium vivax endemic areas in Venezuela: predominance of the African A-(202A/376G) variant. Malar J. 2016;15:19. Published 2016 Jan 11. doi:10.1186/s12936-015-1069-5

## Docencia
Miembro Fundador del Postgrado en Protozoología de la Universidad de Los Andes, Núcleo Universitario “Rafael Rangel”, 1984. Docente regular del Postgrado de Inmunología. Centro de Estudios Avanzados, IVIC. Docente regular del Posgrado en Microbiología.  Curso básico de Parasitología. Colaborador del Postgrado Nacional de Parasitología. Universidad Central de Venezuela. Docente del Postgrado en Protozoología, Universidad de los Andes, ULA. NURR.
Hilda Pérez fue una docente activa organizando y dictando numerosos cursos en Venezuela y América Latina siempre en las de áreas de la biología de microorganismos y la inmunomicrobiologia, con énfasis en los parásitos unicelulares. 

## Distinciones
- Orden "Rafael Rangel “al Mérito Científico, 1995.
- Fellow “Royal Society of Tropical Medicine and Hygiene".  Por elección, Londres, Inglaterra, 1996.
- Premio Fondo Pro-Salud 1998-2000. Otorgado por CAVEFACE por el Proyecto Desarrollo de una prueba epidemiológica para el diagnóstico de la malaria por P. vivax.
- Investigadora Emérito del IVIC.
- Premio Mujeres en Ciencia, en su primera edición, otorgado por la Academia de Ciencias Físicas, Matemáticas y Naturales (ACFIMAN), 2013.